# Museo de Alfarería de Quart
El museo de alfarería de Quart (en idioma catalán: «Museu de la Terrissa de Quart») es un edificio de la localidad de Quart, en la comarca del Gironés, inaugurado el 27 de marzo de 2011. Documenta la presencia de la alfarería en Quart desde el siglo xiv. También se realiza en la población anualmente la Feria de la alfarería de Quart, durante el mes de diciembre.

## Historia
El proyecto de creación del museo se inició el año 2004 y se desarrolló a lo largo de tres legislaturas municipales con financiación de la Generalidad de Cataluña, la Diputación Provincial de Gerona y la Comunidad Europea. En una primera fase se recuperó el espacio de la antigua tejería de Can Ginesta, fundada en 1926. Más tarde se reformó el porche y finalmente se construyó el edificio anexo, de nueva planta unido al tejar por una pasarela. La zona de la fábrica de ladrillos recupera el proceso de la alfarería y constituye en sí misma un documento vivo.  La construcción nueva agrupa una sala polivalente, los servicios educativos del museo, diversos equipamientos interactivos, así como una exposición permanente y un espacio reservado para exposiciones temporales.

### Terra fumata y terra vermella
Por tradición, el alfarero de Quart ha trabajado con terra fumata (negra) y terra vermella (roja), que originalmente se extraía de un barrero de la zona, pero que luego se ha traído de Breda. La obra roja se usa para piezas de fuego y la negra para alfarería de agua.
La producción de terra fumata se interrumpió tras la guerra civil española, hasta que hacia 1968 fue recuperada por la familia Bonadona. En esa misma década, ante la caída natural del mercado alfarero, se puso de moda una alfarería fantasiosa de gusto kitsch, pintada en frío de un color verde «bronce». Progresivamente la producción volvería a sus cauces más tradicionales, recuperando formas antiguas y, en el caso de la obra roja, incentivando la fabricación de ladrillos y tejas hechas a mano, demandadas por una arquitectura rural respetuosa.

## Colección
La colección permanente del museo muestra piezas típicas de obra negra, como la escalfeta (calentador de cama), inmemoriales ejemplares de maridillos, para poner bajo las faldas de las vendedoras del mercado, o las brescadoras, vasijas para hacer humo y ahuyentar las abejas en los panales de miel.

### Sagas alfareras
El museo expone obra de las numerosas sagas alfareras de la localidad de los últimos dos siglos. De las treinta familias dedicadas a la alfarería a comienzos del siglo XX, Vossen, Seseña y Köpke referían solo cuatro en 1970. En la fecha de apertura del Museo permanecían activos cinco alfares de otras tantas sagas alfareras de Quart: los Bonadona, los Marcó, los Mestres, los Prats y los Quintana.